# 尤西瓦區

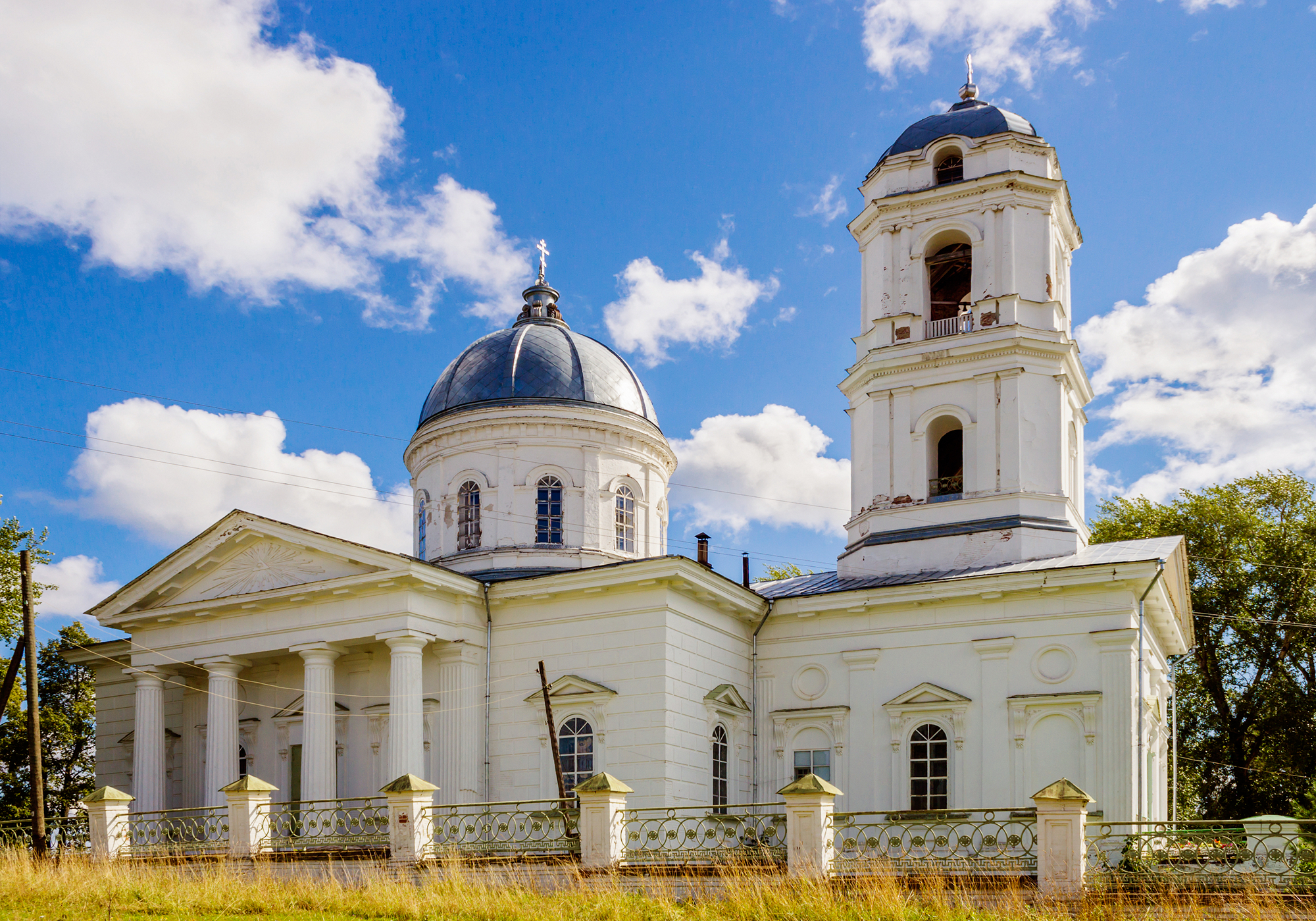

59°04′01″N 55°29′56″E / 59.067°N 55.499°E
尤西瓦區（俄语：Юсьвинский район），是俄羅斯的一個區，位於該國中西部，由彼爾姆邊疆區負責管轄，始建於1925年2月25日，面積3,100平方公里，2010年人口19,558，人口密度每平方公里6.31人。